# Mandat Azur
 (janvier 2011).
Si vous disposez d'ouvrages ou d'articles de référence ou si vous connaissez des sites web de qualité traitant du thème abordé ici, merci de compléter l'article en donnant les références utiles à sa vérifiabilité et en les liant à la section « Notes et références ».
Le mandat Azur (acronyme signifiant « Action en zone urbaine ») est un programme militaire français visant à aguerrir les armées aux combats de rue.
Il a été instauré en 2004, pour s'adapter aux nouveaux modes de combats et de défense à la fois, les villes acceptant de plus en plus de gens qui désertent la campagne. Cette prise de conscience — les trois quarts des conflits se déroulent aujourd’hui en zone urbaine — s’appuie d’abord sur les données démographiques : la population des villes a été multipliée par cinq, depuis le début du siècle dernier.
Car, à la différence des grandes batailles de frontières ou de régions, l’espace urbain est de l’ordre du labyrinthe, et à plusieurs dimensions : sous-sols (caves, égouts, parkings, métros, voies souterraines) ; les rues, places, impasses ; et les bâtiments à étages, dans des configurations de tous types (centres historiques, artères commerçantes, secteurs pavillonnaires, cités, grandes surfaces commerciales). Cet enchevêtrement offre au belligérant, surtout s’il a l’appui d’une fraction notable de la population, une « opacité protectrice » qui permet à un adversaire réputé plus faible de retrouver un avantage tactique.
Son but est de comprendre les « contre-modèles » des interventions américaines à Bagdad, ou Falloujah, et des Britanniques à Bassorah, en Irak ; des Russes à Grozny dans les années 1990 ; des Européens à Pristina et Mitrovica, au Kosovo, y compris ces derniers mois ; des Israéliens face au terrorisme ou aux Intifada ; des Français lors de la séquence dite de « l’hôtel Ivoire », en novembre 2004, à Abidjan, en Côte d’Ivoire…
L’état-major met beaucoup d’espoir à l’échelle nationale dans le développement de son Centre d’entraînement en zone urbaine (CenZub), ouvert en 2006 à Sissonne : l’extension en cours — l’échelle d’une ville moyenne fictive — permettra un entraînement à l’échelle d’un régiment, dans des conditions quasi réelles, à partir de 2012.
Un entrainement dans le cadre du « mandat Azur » a eu lieu à Cahors du 5 au 11 novembre 2007 où la 11e brigade parachutiste (1 200 militaires, 200 véhicules dont 75 blindés, 4 avions  de  transport   tactiques, 6 hélicoptères  de manœuvre, 6 hélicoptères  de combat, des  avions  de chasse) a pris la ville.
Les « Gaulois » du 92e RI de Clermont-Ferrand sont responsables du « mandat Azur » pour l'Infanterie mécanisée.

## École vouée au mandat Azur
Une école a été fondée sur le corpus AZUR dont l'enseignement a été organisé autour de 4 modules
- TIOR (Techniques d’intervention opérationnelles rapprochées),
- IST - C (Instruction sur le tir de combat),
- renseignement,
- combat.

L'enseignement s’appuie sur :
- une formation complète, technique et tactique, du niveau individuel jusqu’au chef de groupe marquée par l’attribution de trois brevets (bronze, argent et or) ;
- la mise en œuvre d’outils spécifiques : les ELR (Équipe légère de renseignement) et la SAED (Section d’aide à l’engagement débarqué) du 1er RI, qui sont autant d’atouts lors d’un engagement en zone urbaine ;
- la spécialisation des unités qui est une exigence de compétence dans un domaine spécifique (franchissement, contrôle des foules…);
- les services régimentaires (sports, infrastructure, logistique…) qui réalisent des matériels (béliers) et expérimentent des équipements (FA-MAS à billes).

## Composantes du mandat Azur
- 3e brigade légère blindée.
- 6e brigade légère blindée.
- 27e brigade d’infanterie de montagne.